# Podmornice razreda Delfin
Razred Delfin (rusko Проект 667БДРМ Дельфин, Projekt 667BDRM Delfin – delfin) je razred strateških jedrskih podmornic Sovjetske in Ruske vojne mornarice. S sedmimi podmornicami so najbolj številčen razred strateških jedrskih podmornic v Ruski vojni mornarici.

## Zgodovina
Odločitev o konstruiranju razreda strateških jedrskih podmornicah nove generacije je bila sprejeta 10. septembra 1975 in razred je bil konstruiran v Centralnem konstruktorskem biroju morske tehnike Rubin pod vodstvom glavnega konstruktorja Sergeja Nikitiča Kovaljova. Vseh sedem podmornic je bilo izdelanih v ladjedelnici Sevmaš v Severodvinsku in so postale del 31. divizije strateških jedrskih podmornic reda rdeče zastave v okviru Severne flote.
Podmornice imajo dva trupa, notranjega tlačnega in zunanjega hidrodinamičnega. So tišje od podmornic predhodnega razreda Kalmar, ker so obložene z anehoičnimi ploščicami večje učinkovitosti, pogonski sklop in oprema pa so na skupni osnovi, izolirani od tlačnega trupa.
Glavna oborožitev razreda je 16 podmorniških balističnih izstrelkov R-29RM Štil, vendar so pozneje med modernizacijo vse podmornice prejele novejše izstrelke R-29RMU2 Sinjeva (do 2014) ali R-29RMU2.1 Lajner (po 2014 – Tula in Brjansk). Izstrelke je mogoče izstreljevati tudi v potopljenem položaju na globini do 55 m pri hitrosti 6–7 vozlov. Vsi izstrelki so lahko izstreljeni v eni salvi.
Leta 1991 je postal Novomoskovsk prva podmornica v zgodovini, ki je izstrelila celotni tovor podmorniških balističnih izstrelkov. 6. avgusta 1991 je podmornica v okviru operacije »Povodni konj 2« pod poveljstvom kapitana 2. stopnje Sergeja Vladimiroviča Jegorova izstrelila 16 podmorniških balističnih izstrelkov R-29RM Štil.
7. julija 1998 je podmornica Novomoskovsk pod poveljstvom kapitana 1. stopnje Aleksandra Aleksejeviča MojsejevaA izstrelila prilagojeno raketo R-29RM Štil, s katero je v orbito vtirila nemška mikrosatelita Tubsat-N in Tubsat-N1. Izstrelitev je bila izvedena iz potopljenega položaja v Barentsovem morju in je bila prva komercialna vesoljska izstrelitev v vojni mornarici v zgodovini.
Podmornica Podmoskovje je bila v letih 1999–2016 predelana v podmornico za posebne namene po dizajnu Projekt 09787. Silosi za izstrelke so bili izrezani in podmornica je postala matična podmornica za upravljanje z manjšimi podmornicami za delo na morskem dnu in vohunsko dejavnost.
26. marca 2021 so prvič po koncu hladne vojne v Arktičnem oceanu skupaj prišle na površino tri ruske jedrske podmornice in pri tem (s torpedom) prebile 1,5 m debel ledeni pokrov. Med njimi je bila tudi Tula (drugi dve podmornici: Knjaz Vladimir in Podmoskovje).

## Enote
| Ime           | Gredelj položen   | Splavljena       | Predana            | Flota         | Stanje                             |
| ------------- | ----------------- | ---------------- | ------------------ | ------------- | ---------------------------------- |
| Verhoturje    | 23. februar 1981  | 7. marec 1984    | 28. december 1984  | Severna flota | Aktivna po modernizaciji 2010–2012 |
| Jekaterinburg | 17. februar 1982  | 17. marec 1985   | 30. december 1985  | Severna flota | Neaktivna od 2020                  |
| Podmoskovje   | 18. december 1982 | 2. februar 1986  | 23. december 1986  | Severna flota | Aktivna, za posebne namene         |
| Tula          | 22. februar 1984  | 22. januar 1987  | 30. oktober 1987   | Severna flota | Aktivna po modernizaciji 2014–2017 |
| Brjansk       | 20. april 1985    | 8. februar 1988  | 30. september 1988 | Severna flota | Na modernizaciji 2018–2024         |
| Karelija      | 7. februar 1986   | 2. februar 1989  | 10. oktober 1989   | Severna flota | Aktivna po modernizaciji 2004–2010 |
| Novomoskovsk  | 2. februar 1987   | 28. februar 1990 | 27. november 1990  | Severna flota | Aktivna po modernizaciji 2008–2012 |